# Coopetició
La coopetició o coopetència és la col·laboració oportunista entre diferents actors econòmics que són competidors. El terme és una barreja o una fusió entre dues paraules: Competició (concurrència) i cooperació. Es tracta d'una paraula-fusió; és a dir, d'un neologisme que es genera unint el principi d'una paraula amb el final d'una altra.
Aquesta noció va ser popularitzada l'any 1996 gràcies als autors nord-americans Adam M. Brandenburger i Barry J. Nalebuff.
La coo-petició o coo-petition (anglicisme) com a pràctica cap a l'harmonia econòmica, política i social, i com a origen de l'evolució social de la humanitat, també fa al·lusió a la capacitat de les persones d'utilitzar la naturalesa competitiva humana i el desig o la necessitat d'ajudar altres persones, o grups de persones, promovent orientar la seva capacitat intel·lectual, econòmica, productiva, de manera individual o col·lectiva, per generar ambients o condicions propícies per al desenvolupament cultural, econòmic, polític dels pobles al marge de les creences, conviccions dogmàtiques, polítiques, ètniques, com a únic propòsit de millorar les condicions i promoure el millor ús o aprofitament dels recursos naturals, humans i socials, a la recerca d'un bé superior i col·lectiu, és un joc, un joc social, qui més aporta és qui més reconeixement i valor obté.

## Cooperació i concurrència
La coopetició és una estratègia especial i original de gestió de la competició sobre un mercat; es tracta de col·laborar amb alguns dels competidors, per així intentar captar un benefici comú que altrament seria difícil d'aconseguir. Per raons de costos, del nivell de concurrència del mercat, de competències o fins i tot influències, algun tipus de reagrupament passa a ser una alternativa raonable.
Òbviament, la cooperació s'estableix fins a un cert punt, a partir del qual els actors tornen a una posició de confrontació.
Aquesta lògica de coopetició es troba en el concepte d'ecosistema de negocis, i explica la forma com dues empreses que són competidores, també poden arribar a tenir interès a associar-se o col·laborar entre si, igual que en un ecosistema dues espècies diferents poden col·laborar o beneficiar-se mútuament.

## Impacte jurídic
La coopetició requereix una gran prudència jurídica, per evitar a les empreses intervinents tota acusació d'entesa malèvola entre productors (comportament moltes vegades penat per les anomenades lleis antitrust).
Per regla general, es crea una cèl·lula de cooperació tècnica (per exemple, la que es va produir unint components Apple, Motorola, i IBM, per a la posada a punt de l'equip PowerPC), i el seu funcionament es fa el més transparent possible amb la publicació de diverses instruccions i d'informació oberta.
Cal remarcar que les empreses que col·laboren i participen en una associació com la indicada, han de procurar protegir la seva propietat intel·lectual i industrial respectiva, amb la claria finalitat de no perjudicar-se mostrant sense restriccions el nucli del seu negoci i/o d'algun procés -clau, on potser es tingui algun avantatge d'algun tipus davant dels antagonistes.

## Exemples de coopetició
La coopetició sovint és utilitzada per finançar una R&D (també anomenada R+D) comuna. Es tracta doncs d'una mutualització de les competències i possibilitats de dues empreses o més.
Però, òbviament, aquesta forma d'aliança també es pot presentar a molts sectors, acompanyant una diversitat d'estratègies competitives.
Quan per exemple dues associacions sense ànim de lucre presenten cadascuna un dossier responent a una crida pública a efectes d'obtenir finançament, moltes vegades aquestes informen obertament les seves intencions publicant els seus respectius projectes a la web o per altres mitjans, i aleshores en els fets així aquestes institucions estan adoptant una estratègia coopetitiva, ja que en efecte, això afavoreix la competició transparent així com l'emulació de nous enfocaments, i també la intel·ligència col·lectiva, i l'emergència de comunitat de pràctiques.

### Al sector informàtic
El novembre de 2005 per exemple, IBM i Oracle, malgrat ser empreses rivals en diversos sectors d'activitat, van establir una associació per tal de captar el mercat de l'anomenat sistema de planificació de recursos empresarials (ERP) per a PIMEs (mercat mitjà). En aquest cas, Oracle es va poder beneficiar amb l'extensa xarxa de distribució d'IBM, mentre que molts enginyers comercials d'IBM es van poder beneficiar amb la transferència de competències.
L'anomenat programari lliure és un molt bon exemple de pràctica de la coopetició, ja que diversos d'aquests projectes de desenvolupament (Apache, Nucli Linux…) van ser i són finançats per empreses concurrents que com a estratègia comercial van preferir concentrar-se en els equips, deixant els programes d'aplicacions i encara els programes de base (en certs nínxols) al desenvolupament lliure. I lluny d'amagar aquest aspecte, aquestes firmes el publiciten com a punt positiu.

### Al sector espacial
La coopetició en el sector espacial també està força desenvolupada.
Un exemple, en oportunitat de les corresponents licitacions, les empreses europees en general competeixen per la direcció d'obra, l'activitat generalment més rendible. No obstant això, el director d'obra no sempre té la possibilitat i les competències necessàries per realitzar de cap a peus totes les tasques, entre altres coses a vegades per qüestions lligades a la ubicació geogràfica, cosa que en diversos casos el porta a treballar amb els seus competidors directes.
Els russos i els estatunidencs, que durant la guerra freda competien en matèria espacial per raons de prestigi o per altres motius, en anys més recents han col·laborat entre si, en benefici de la ciència, i també pel fet que així els enormes costos involucrats en els projectes es reduïen en dividir-los entre dos o més països.